# Wide Awake (película de 1998)
Wide Awake es una película estadounidense de 1998 escrita y dirigida por M. Night Shyamalan y producida por Cathy Konrad y Cary Woods. 
A pesar de que fue rodada en 1995, la película no se estrenó hasta 1998. El guion fue escrito en 1991. Fue nominada para el "Best Family Feature — Drama" y "Best Performance in a Feature Film — Leading Young Actor" en el Young Artist Awards de 1999. Es la única película dirigida por Shyamalan en la que él no aparece. El director la describió como una comedia que también sacaría lágrimas al público.

## Argumento
Joshua Beal (Joseph Cross), de diez años, comienza una búsqueda personal para encontrar respuestas acerca de la vida y la muerte, con ocasión de la muerte de su abuelo. 
Josh es alumno de un colegio católico, Waldron Mercy Academy (situado en Merion Station, Pensilvania, un suburbio de Philadelphia donde Shyamalan creció y donde ha filmado la mayoría de sus películas).
Los adultos de su ámbito no le reportan respuestas convincentes, de manera que el chico emprende su propio viaje en busca de Dios, viaje en el que se verá acompañado por su mejor amigo, Dave (Timothy Reifsnyder), y una monja amante del béisbol, que imparte clases en el colegio.
Josh se pregunta si realmente existe Dios, especialmente cuando Dave es diagnosticado de epilepsia y cuando se enamora por primera vez. Finalmente, encuentra lo que busca de un modo inesperado.

## Reparto
- Denis Leary: Mr. Beal
- Dana Delany: Mrs. Beal
- Joseph Cross: Joshua A. Beal
- Rosie O'Donnell: Sister Terry